# Vanderbuyst
Vanderbuyst was een Nederlandse hardrockband. De band werd in 2008 opgericht en maakte hardrock in de stijl van de jaren 70 en 80.

## Biografie
Gitarist Willem Verbuyst richtte de band Vanderbuyst op in 2008 na het uiteenvallen van de band Powervice. Verbuyst vroeg Jochem Jonkman (zang en bas) en Barry van Esbroek (drums) bij zijn band. De muziek van Vanderbuyst is geïnspireerd door oude hardrock zoals die in de jaren 70 en 80 gemaakt werd door bands als UFO, Thin Lizzy, Van Halen en Deep Purple.
Kort na de oprichting bracht de band een ep uit met drie nummers, die tot optredens leidden in België, Duitsland en Nederland. In de lente van 2010 begon de band aan de opnames voor het debuutalbum, getiteld Vanderbuyst. Deze cd werd in oktober 2010 uitgebracht bij het Duitse platenlabel Ván Records. Een van de nummers van het album was een cover van UFO's Rock Bottom. De single die afkomstig is van dit album heet Stealing Your Thunder.
Na de release van dit album volgden 50 shows in binnen- en buitenland, en werd Vanderbuyst gevraagd om het voorprogramma voor de Britse metalband Saxon te verzorgen tijdens hun Europese tournee in mei 2011. Daarnaast speelde de band in dit jaar op toonaangevende festivals als Rock Hard (Duitsland), Metal Camp (Slovenië), Metal Magic (Denemarken) en de Zwarte Cross in Nederland. Daarmee kwam het totaal aantal shows van Vanderbuyst boven de 100 voor 2010.
In de zomer van 2011 betrad Vanderbuyst opnieuw de studio om aan een vervolg op hun debuutalbum te werken. Dit album, In Dutch, werd op 5 november 2011 uitgebracht.

## Discografie
Singles & ep's
- 2008: Vanderbuyst (ep - eigen beheer)
- 2012/2013: Early Assaults (ep - Ván Records)
- 2014: Little Sister/Shakira (single - Ván Records)

Studioalbums
- 2010: Vanderbuyst (Ván Records)
- 2011: In Dutch (Ván Records)
- 2012: Flying Dutchmen (Ván Records)
- 2014: At The Crack Of Dawn (Ván Records)[2]